# Будановський (хутір)
Будановський (рос. Будановский) — хутір в Конишевському районі Курської області Російської Федерації.
Населення становить 17 осіб. Входить до складу муніципального утворення Старобілицька сільрада.

## Історія
Населений пункт розташований на території українського етнічного та культурного краю Східна Слобожанщина.
Від 2004 року входить до складу муніципального утворення Старобілицька сільрада.

## Населення
1. Н/Д[2]